# Антониос Пападакис
Антониос Пападакис (на гръцки: Αντώνης Παπαδάκης) (ок. 1810 – 1878) е гръцки търговец и благодетел, завещал цялото си богатство на Атинския университет, за издръжка и стипендии на даровити студенти.

## В Османската империя
Роден е ок. 1810-1811 г. в семейството на свещеника Фрагиос Пападакис в село Психро, разположено на платото Ласити на остров Крит.
През 1823 г. след разгрома на критяните по време на Гръцката война за независимост Антониос е отвлечен заедно с двамата си братя Емануил и Андреас и тримата са продадени като роби. Най-големият, Емануил, е взет за еничар, насилствено обърнат в исляма и впоследствие се издига във военната йерархия, получавайки звание генерал, а по-късно - и поста министър на външните работи на Египет. Андреас - най-малкият - също минава през школата на еничарите и е назначен за началник на полицията на Александрия.
Антониос е продаден в Константинопол и след 6 години в робство, успява да избяга.

## В Руската империя
Настанява се в Одеса. С подкрепата на руския публицист и дипломат от влашки произход Александър Стундза Антониос започва за кратко работа в гръцка печатница, след което е приет в Колежа по агрономство в Одеса. Завършвайки го през 1833 г., той е взет на работа в именията в Бесарабия на семейство Стундза като джелеп (търговец на добитък); с голям талант и търговски нюх, постепенно натрупва солидно състояние, купувайки земя и недвижими имоти.

## В Гърция
През 1848 г. Антониос се завръща в Гърция. Установява се за постоянно в Атина, получава гръцко гражданство и продължава да се занимава с внос и износ, увеличавайки още повече състоянието си. Подпомага критяните в борбата им срещу турците за независимост.
Взема активно участие в обществения живот, член е на Съвета на Националната банка на Гърция, работи за благотворителни организации, подпомага сиропиталища и училища.
Умира на 27 декември 1878 г. в Атина.